# MTV Unplugged (Hole)
Акустичний концерт рок-групи Hole для музичного шоу MTV Unplugged відбувся 14 лютого 1995 року. Запис вийшов на телеканалі MTV 17 квітня 1995 року.
Хоча записані пісні свого часу було вирішено не видавати як самостійний альбом, через 25 років гурт все ж випустив на iTunes всі одинадцять акустичних композицій під назвою Unplugged (Live 1995).

## Підготовка до виступу
Підготовка гурту та репетиції відбувались в студії SIR Studios в Челсі, де до цього працювала Мадонна. На той час відносини між музикантами в колективі були не найкращими; вони навіть проводили терапевтичні сесії, щоб впоратись із наслідками вживання наркотиків. Група виділила тиждень, призупинивши виснажливий світовий тур на підтримку альбому Live Through This, який тривав вже пів року. Музиканти дуже хвилювались, тому що їх виступ був приреченим до порівняння з іншим успішним концертом MTV Unplugged in New York групи Nirvana, в якій грав чоловік фронтменки Hole Кортні Лав Курт Кобейн, що загинув рік тому.
Для підготовки до концерту Кортні Лав запросила відомого продюсера Saturday Night Live Хела Віллнера. Він мав допомогти колективові зробити акустичні аранжування їхніх важких композицій. Хел запросив відомих авангардних музикантів, серед яких арфістка Зіна Паркінс, віолончеліст Ерік Фрілендер і Ральф Карні, який грав на кларнеті та тубі.
Список композицій змінювався кожного дня під час підготовки. Кортні Лав намагалась додати нові пісні, або навіть написати їх. Найбільш контроверсійним стало включення кавер-версії пісні Nirvana «You Know You're Right», тому що гітарист Ерік Ерландсон не хотів, щоб їхній гурт знову почали порівнювати із Nirvana; з усім тим, Кортні Лав була непохитна. У фінальний сет-ліст увійшло вісім оригінальних пісень Hole та ще декілька кавер-версій: «Season of the Witch» (Донован), «He Hit Me (and It Felt Like a Kiss)» (The Crystals) та «Hungry Like the Wolf» (Duran Duran).

## Виступ
Виступ відбувся на День святого Валентина, 14 лютого 1995 року в Театрі Бруклінської музичної академії в Нью-Йорку. Того ж дня MTV записали ще два епізоди шоу MTV Unplugged — з Меліссою Етерідж та групою The Cranberries. Приміщення Театру Бруклінської академії музики було прикрашене ляльками, а серед глядачів були знайомі музикантів, серед яких Терстон Мур та Кім Гордон із Sonic Youth, а також акторка Дрю Беррімор. Насправді концерт вийшов не надто акустичним, бо гітари виконавців були під'єднані до підсилювачів, але атмосфера в залі була досить інтимною. Вже наступного дня Hole повернулися до своїх звичних «електричних» концертів.
Музиканти Hole залишились задоволені виступом. Бас-гітаристка Меліса Ауф дер Маур вважала MTV Unplugged одним із кращіх епізодів власної кар'єри. Барабанщиця Патті Шемель виділила пісню «Drown Soda», яка вийшла «більш динамічною, ніж завжди». Гітарист Ерік Ерландсон згадував шалену кінцівку шоу, коли його «атакувала» Кортні Лав зі своєю гітарою, а також жалкував, що запис так і не вийшов на альбомі. Лише у 2020 році гурт офіційно опублікував ці пісні на iTunes.

## Історичне значення
Акустичний концерт Hole неодноразово потрапляв до списків найкращих епізодів телевізійного шоу MTV Unplugged. В журналі Rolling Stones відзначили сміливість Кортні Лав, яка зважилась виступити через рік після смерті чоловіка, а також виконала одну з його пісень, змінивши її назву на «You've Got No Right». На сайті Whatculture.com також звернули увагу на зухвале виконання пісні Nirvana, назвавши весь концерт «фантастичним шматком рок-музики, який заслуговує на те, щоб його передивитись ще раз».

## Список композицій
| #   | Назва                                                  | Тривалість |
| --- | ------------------------------------------------------ | ---------- |
| 1.  | «Miss World»                                           | 3:13       |
| 2.  | «Best Sunday Dress»                                    | 3:08       |
| 3.  | «Softer, Softest»                                      | 3:46       |
| 4.  | «Drown Soda»                                           | 6:03       |
| 5.  | «He Hit Me (It Felt Like a Kiss)» (кавер The Crystals) | 3:31       |
| 6.  | «Asking For It»                                        | 5:21       |
| 7.  | «You Know You're Right» (кавер Nirvana)                | 4:16       |
| 8.  | «Old Age» (кавер Nirvana)                              | 5:29       |
| 9.  | «Hungry Like the Wolf» (кавер Duran Duran)             | 1:52       |
| 10. | «Doll Parts»                                           | 4:08       |
| 11. | «Sugar Coma»                                           | 5:04       |
| 12. | «Season of the Witch» (кавер Donovan)                  |            |
| 13. | «Closing Time»                                         |            |

## Учасники запису
Hole
- Кортні Лав — гітара, вокал,
- Патті Шемел — барабани,
- Ерік Ерландсон — гітара,
- Мелісса Ауф дер Маур — бас-гітара.

Запрошені музиканти
- Зіна Паркінс — арфа,
- Ерік Фрілдландер — віолончель,
- Ральф Карні — духові.